# مایکل اسکات

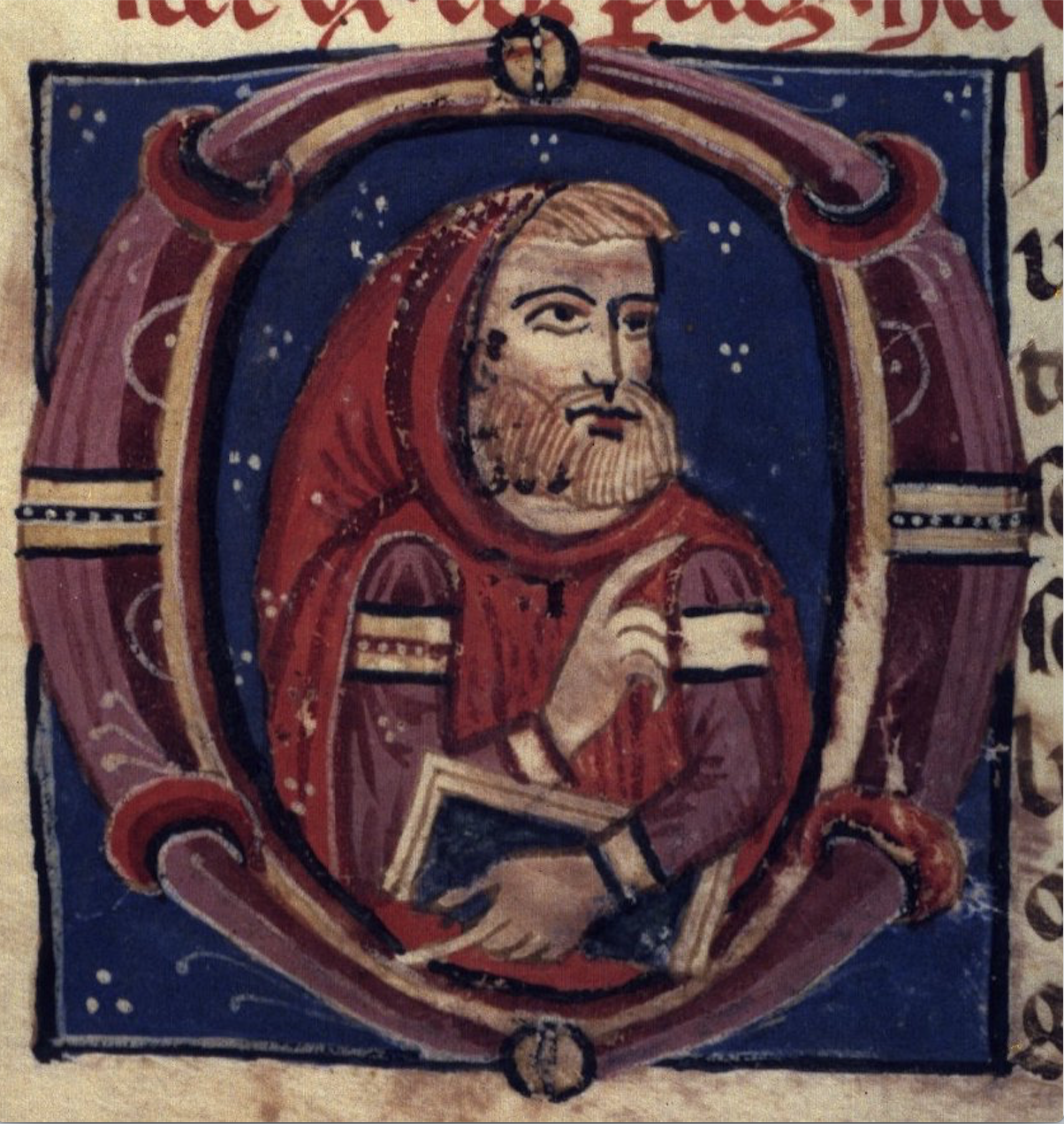
مایکل اسکات مترجم نامدار آثار ارسطو و شروح آن از عربی به لاتین

مایکل اسکات (پیش از ۱۲۰۰م-ح ۱۲۴۵)، مترجم آثار ارسطو و شروح آن از عربی به لاتینی و معرف آثار ابن رشد در اروپای لاتینی و اخترشمار و فیلسوف دربار فردریک دوم بود.
شهرت فراگیر مایکل اسکات به عنوان حکیم و جادوگری توانا، که دست‌مایهٔ افسانه‌های بسیار بوده‌است، پژوهش دربارهٔ زندگی او را دشوار می‌سازد. از آنجا که واژهٔ اسکوشیا (اسکوتیا) نیز دست کم تا سدهٔ ۱۰ میلادی، نه بر اسکاتلند، که بر ایرلند گفته می‌شد برخی از پژوهشگران ایرلندی بودن اسکات را بعید نشمرده‌اند اما برخی دیگر با توجه به ناآشنایی او با زبان گالئیک و نیز با توجه به این که پاپ عواید املاکی در اسکاتلند را به وی اعطا کرد، او را اسکاتلندی دانسته‌اند. برخی نیز احتمال داده‌اند که او یکی از اعضای خاندان اسکات در بالدویری نزدیک کرکادی در استان فایف اسکاتلند باشد.
اسکات احتمالاً در حدود ۱۲۱۰م به تولدو (طلیطله) در اسپانیا که اینک در دست مسیحیان بود رفت و در آنجا با همکاری مترجمی یهودی به ترجمهٔ آثار عربی به لاتینی پرداخت. در ۱۲۱۵م همراه با رودریگو خیمنز (حدود ۱۱۷۰–۱۲۴۷م) اسقف اعظم تولدو، برای شرکت در چهارمین و مهم‌ترین دوره از نشست‌های پنجگانهٔ جهانی کلیسای کاتولیک موسوم به شورای لاتران، که در مقر پاپ برگزار می‌شد، به رم رفت.
در ۱۲۲۴م به فرمان هونوریوس سوم (پاپ از ۱۲۱۶–۱۲۲۷م) بخشی از درآمدهای کلیسای جامع کانتربوری به اسکات اختصاص یافت و در ۱۲۲۷م گریگوری نهم (پاپ از ۱۲۲۷–۱۲۴۱) دانش او در زبان‌های لاتینی، عربی و عبری را ستود. احتمالاً در همین سال به دربار فردریک دوم، رقیب قدرتمند پاپ پیوست و گویا به همین دلیل نامش از سیاههٔ افراد برخوردار از عطایای کلیسای کاتولیک حذف شد. اسکات آثار بعدی خود را به این امپراتور هدیه کرده و در دیباچهٔ این آثار خود را از مقامات بلندپایهٔ دربار و همنشین دانشور او شناسانده‌است. اشارات هانری آورانشی (درگذشت: ۱۲۶۰م)، نیز نشان از آن دارد که اسکات در آخرین سال‌های زندگانی به دربار فردریک نزدیک بوده‌است.
برخی پژوهشگران با توجه به اشاره‌ای از هانری آورانشی مرگ اسکات را اندکی پیش از ۱۲۳۶ و در آلمان دانسته‌اند اما یهودا بن سولومن کوهن (۱۲۱۵–۱۲۴۷م) گفته‌است که از ۱۲۳۳م تا ده سال با اسکات مکاتبه داشته و در نتیجه وی دست کم تا ۱۲۴۳م زنده بوده‌است. اسکات احتمالاً در ۱۲۳۵م همراه با پی‌یِترو دلاّ وینا (۱۱۹۰–۱۲۴۹م) به انگلستان بازگشت.
دربارهٔ دانش اسکات و صداقت اسکات دیدگاه‌هایی بس متناقض ارائه شده‌است. یعقوب آناتولی (۱۱۹۴–۱۲۵۶م) از اسکات با ستایش‌آمیزترین عباراتی که ممکن بود یک یهودی برای یک متفکر مسیحی به کار بَرَد، یاد می‌کند اما راجر بیکن (۱۲۱۴–۱۲۹۲م) و آلبرتوس کبیر (۱۱۹۳ یا ۱۲۰۶–۱۲۸۰)، دو دانشمند-فیلسوف نامدار سدهٔ ۱۳م، پس از مرگ اسکات انتقاداتی بسیار تند در خصوص دانش و صداقت اسکات اظهار کرده‌اند. بیکن بر آن بود که مترجمانی چون گراردوس کرمونایی (حدود ۱۱۱۴–۱۱۸۷م)، مایکل اسکات، و دیگران بسیاری از آثار رشته‌های مختلف را با خطاهایی پرشمار ترجمه کردند. اینان نه زبان می‌دانستند و نه بر موضوع تسلط داشتند. به گفتهٔ راجر بیکن، مایکل اسکات دست کم در ترجمهٔ کتاب الهیئة بطروجی از یاری ترجمانی یهودی و عبری‌دان به نام آندره‌آس/آندره یا آبوتئوس لاوی (که گویا بعدها مسیحی شد) بهره می‌گرفت.
با این همه بیکن برای اسکات به سبب معرفی آثار ابن رشد و ارسطو به اروپا اعتبار بسیار قائل بود. اسکات در روزگاری که به نظر می‌رسید هیچ اثر مهمی برای ترجمه به لاتینی باقی نمانده‌است، اروپائیان را با سه موضوع نو آشنا کرد: جانورشناسی ارسطویی، اخترشناسی بطروجی، و فلسفهٔ ابن رشد؛ و این سومی هنگامی صورت گرفت که هنوز در برخی نقاط جهان اسلام آراء ابن رشد را نمی‌شناختند.
ترجمه‌های اسکات تحت حمایت فردریک موجب شد که سیسیل پس از طلیطله، مهم‌ترین مرکز ترجمهٔ عربی به لاتینی در اروپای آن روزگار گردد. او با بهره‌گیری از رابطهٔ دوستانهٔ خود توانست ترجمهٔ خود از السماء و العالم ارسطو و شرح ابن رشد را از مانع سانسور دانشگاه پاریس بگذراند و در برنامهٔ درسی این دانشگاه بگنجاند.
دانته آلیگری (حدود ۱۲۶۵–۱۳۲۱م) در کتاب کمدی الهی، اسکات را به سبب شهرت کم‌نظیرش به جادوگری ـ و چه بسا به سبب دور شدن از کلیسا و پیوستن به فردریک ـ در شمار جادوگران و پیشگویان در گودال چهارم از دایرهٔ هشتم دوزخ قرار داده‌است.

## آثار
آثار اسکات بر حسب زمان تألیف غالباً به دو دستهٔ دورهٔ اسپانیایی (آثار ۱ تا ۷) و سیسیلی (۸ به بعد) تقسیم می‌شود:
1. ترجمهٔ کتاب الهیئة بطروجی که ۱۸ اوت ۱۲۱۷م در تولدو پایان رسیده‌است. در این اثر مفهوم گشتاور به اروپای لاتینی معرفی شده‌است.
2. نخستین ترجمهٔ لاتینی سه کتاب ارسطو دربارهٔ حیوانات تحت عنوان کتاب الحیوان احتمالاً پیش از ۱۲۲۰ و در طلیطله. این سه اثر در روایت عربی یوحنا (یحیی) ابن بطریق در مجموع یک کتاب دارای ۱۹ مقاله و با عنوان کتاب الحیوان انگاشته می‌شد. به ترتیب مشتمل بر طباع الحیوان در ۱۰ مقاله؛ اجزاء الحیوان در ۴ مقاله و کون الحیوان در ۵ مقاله است. این ترجمه دست کم تا سدهٔ پانزدهم، مورد استفادهٔ اهل تحقیق بود.
3. ترجمهٔ السماء و العالم ارسطو با شرح ابن رشد بر آن
4. احتمالاً ترجمهٔ کتاب‌النفس ارسطو با شرح کبیر ابن رشد بر آن
5. ترجمهٔ بیشتر مقالات مابعدالطبیعة ارسطو همراه با شرح کبیر ابن رشد بر آن
6. تقسیمات فلسفه، دربارهٔ طبقه‌بندی علوم
7. مسائل نیکولای مشائی
8. ترجمهٔ همراه با تلخیص کتاب الحیوان (=فن هشتم از جملهٔ طبیعیات الشفاء) ابن سینا
9. کتاب مدخل در اخترشماری.
10. کتاب خاص آن هم مقدمه‌ای عامه فهم است دربارهٔ اخترگویی
11. فیزیوگنومیا یا علم الفراسة
12. رساله در کیمیا با نام الصناعة یا صناعة الکیمیا